# Cadence Design Systems

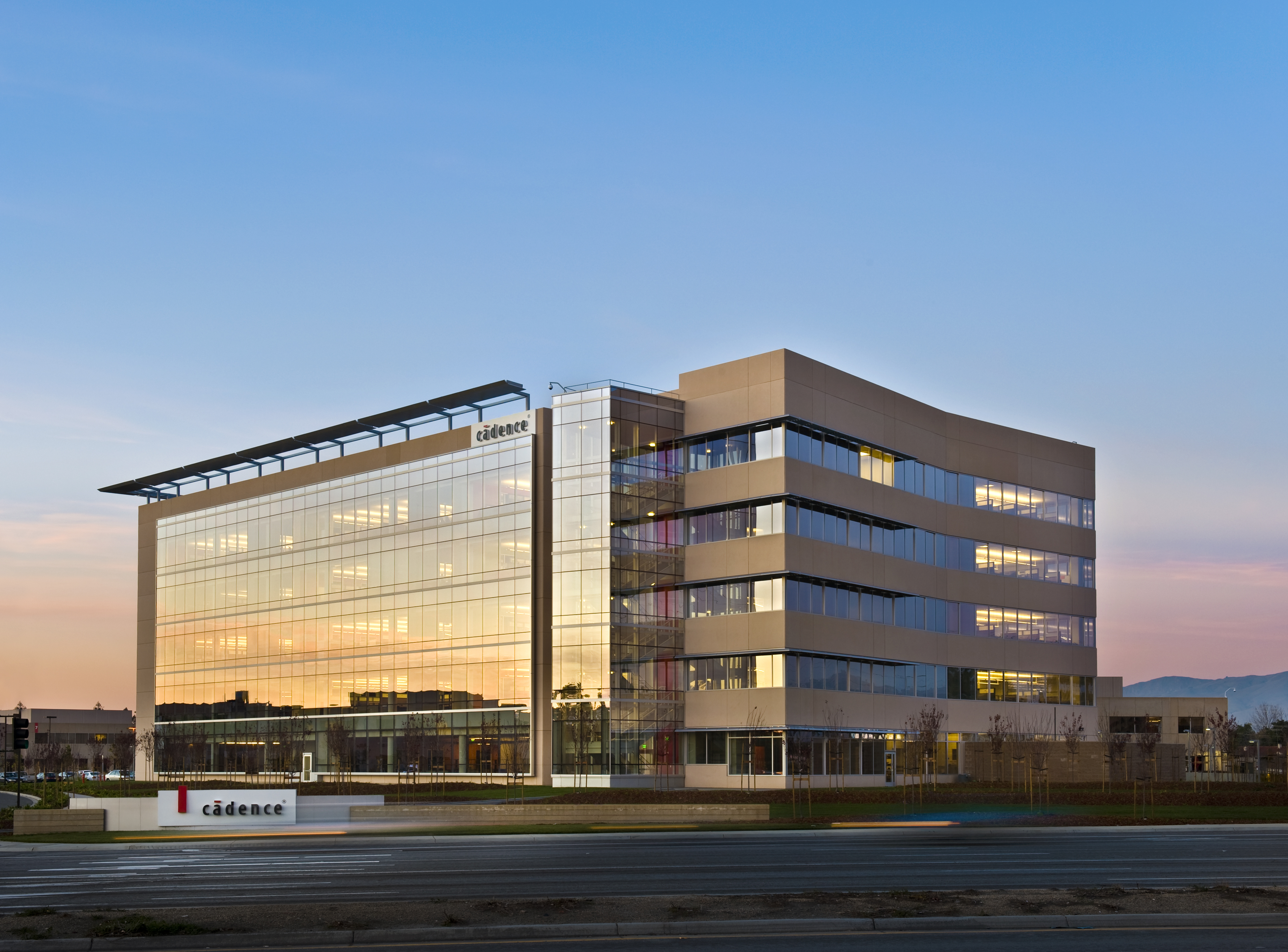
Hauptquartier in San José

Cadence Design Systems, Inc. ist ein US-amerikanischer Anbieter von EDA-Software mit Sitz in San José. Er gehört auf diesem Gebiet zu den größten Anbietern der Welt.
Das Unternehmen bietet vor allem auf Entwurf und Verifikation von Chips und elektronischen Leiterplatten spezialisierte Software an, in den letzten Jahren auch vermehrt IP-Cores sowie Dienstleistungen bei Entwicklung und Verifikation von Hardware.

## Geschichte
Das Unternehmen entschied sich 1995, die Hardware-Modellierungssprache für ASICs und FPGAs „Verilog HDL“ in einen freien Standard umzuwandeln. Diese wurde im selben Jahr als IEEE Standard 1364–1995 (Verilog-95) verabschiedet.
Bestandteil der Geschäftspolitik war schon immer die Übernahme von kleineren Firmen. Meist wurde die Produktpalette durch die Produkte der aufgekauften Firma direkt erweitert. Übernahmen der jüngeren Vergangenheit sind:
- 1988: Gründung
- 1999: Übernahme von OrCAD, die die gleichnamige Software zur Entwicklung von Leiterplatten als Marktführer anbot. Cadence vertreibt heute die OrCAD Produkte als Teil der Allegro-Plattform.
- 2003: Übernahme von Verplex Systems, einem Anbieter von Software zur Formalen Verifikation und Äquivalenzchecks.
- 2005: Übernahme von Verisity, Ltd, einem Anbieter von Verifikationssoftware.
- 2008: Übernahme von ChipEstimate, einem Entwickler von Chip Planungssoftware und IP Management.
- 2013: Übernahme von Tensilica.
- 2020: Übernahme von AWR zum Entwurf und zur Simulation von Hochfrequenz-Elektronik.[2]
- 2024: Übernahme von BETA CAE Systems, einem Entwickler von Software zur Erstellung und Auswertung numerischer Simulationen.[3]